# Mike Selinker
Mike Selinker est un auteur américain de jeux de société. Il habite actuellement[Quand ?] à Seattle.
Il a travaillé pour Wizards of the Coast et travaille maintenant chez Cheapass Games.
Il a été le directeur de création de la 3e édition de Donjons et Dragons et du jeu de cartes à collectionner Harry Potter.
Il a fondé le studio de design Lone Shark Games avec James Ernest.

## Ludographie

### Seul auteur
- Alpha Blitz, 1998, Wizards of the Coast
- Marvel Super Hero Adventure Game, 1998, TSR

#### D'aprèsRiskd'Albert Lamorisse
- Risk Godstorm, 2004, Avalon Hill

### AvecJames Ernest
- Fightball, 2002, Cheapass Games
  - Aztecs vs the Dark
  - Cavaliers vs Team Sports
  - Texas Wildcats vs Cruisers
- Pirates of the Spanish Main (Pirates du Nouveau Monde), 2004, WizKids
Quatre extensions parues :
  - Pirates of the Crimson Coast (2005)
  - Pirates of the Revolution (2005)
  - Pirates of the Barbary Coast (2005)
  - Pirates of the Mysterious Island (2006)
  - Pirates of the Frozen North (2007)
- Dungeonville, 2005, Z-Man Games
- Gloria Mundi, 2005, Rio Grande / Abacus

### AvecLawrence H. Harris
- Axis and Allies, 2004, Avalon Hill

### AvecPaul RandlesetBruno Faidutti
- Key Largo, 2005, Tilsit